# Južnoafriška unija
Južnoafriška unija (nizozemsko Unie van Zuid-Afrika, afrikansko Unie van Suid-Afrika, ) je bila zgodovinska predhodnica današnje Republike Južne Afrike. Nastala je 31. maja 1910 z združitvijo Kapske kolonije, Natala, Transvaal in kolonije Oranje. Vključevala je ozemlja, ki so bila prej del neodvisne države Transvaal in Svobodne države Oranje.
Po prvi svetovni vojni je bila Južnoafriška unija podpisnica Versajske mirovne pogodbe in postala ena od ustanovnih članic Društva narodov. Podeljena je bila uprava Jugozahodne Afrike (zdaj znane kot Namibija) kot mandat Društva narodov. Večinsko je bila smatrana za provinco Unije, vendar nikoli ni bila uradno priključena.
Tako kot Kanada, Avstralija in Nova Zelandija je bila Južnoafriška unija samoupravna oblast Britanskega imperija. Njena popolna suverenost je bila potrjena z Balfourjevo deklaracijo iz leta 1926 in Westminstrskim statutom iz leta 1931. Urejen je bil v obliki ustavne monarhije, pri čemer je krono zastopal generalni guverner. Unija se je končala z uveljavitvijo ustave iz leta 1961, s katero je postala republika in izstopila iz Skupnosti narodov.

## Ustava

### Glavne značilnosti
Južnoafriška unija je bila unitarna država in ne federacija kot Kanada in Avstralija, pri čemer so bili parlamenti vsake kolonije ukinjeni in nadomeščeni s pokrajinskimi sveti. Ustanovljen je bil dvodomni parlament, ki so ga sestavljali skupščina in senat, člane parlamenta pa so večinoma izvolili pripadniki bele manjšine v državi. V času Unije se je volilna pravica večkrat spremenila, vedno glede na potrebe takratne vlade. Parlamentarna suverenost je bila konvencija ustave, podedovana od Združenega kraljestva; razen postopkovnih jamstev glede utrjenih delov volilne pravice in jezika sodišča niso mogla posegati v odločitve parlamenta.

### Prestolnice
Pretoria je bila sedež vlade, medtem ko je parlament zasedal v Cape Townu, pritožbeni oddelek pa v Bloemfonteinu.

### Odnos do krone
Unija je sprva ostala pod britansko krono kot samoupravna oblast Britanskega imperija. Z sprejetjem Westminstrskega statuta leta 1931 so Unija in drugi dominioni postali enakopravni Združenemu kraljestvu, parlament Združenega kraljestva pa ni mogel več v njihovem imenu sprejemati zakonov. To je imelo za posledico, da so Unija in drugi dominioni de iure postali suvereni narodi. Zakon o statusu Unije, ki ga je južnoafriški parlament sprejel leta 1934, je vključil ustrezne dele Westminstrskega statuta v južnoafriško zakonodajo in poudaril njen status suverene države. Odpravil je preostalo pooblastilo Whitehalla za sprejemanje zakonov za Južno Afriko, pa tudi vsako nominalno vlogo, ki jo je imelo Združeno kraljestvo pri podeljevanju kraljeve privolitve. Generalni guverner je moral zdaj podpisati ali vetoirati zakone, ki jih je sprejel parlament, brez možnosti, da bi se posvetoval z Londonom.
Monarha je v Južni Afriki zastopal generalni guverner, medtem ko je dejansko oblast izvajal Izvršni svet na čelu s predsednikom vlade. Louis Botha, nekdanji burski general, je bil imenovan za prvega predsednika vlade Unije in je vodil koalicijo, ki je zastopala bele Afrikanerje in angleško govoreče britanske diasporne skupnosti.
Pregoni pred sodišči so bili sproženi v imenu krone (navedeni v obliki Rex / Regina proti obtoženi), vladni uradniki pa so služili v imenu krone.

### Jeziki
Uveljavljena klavzula v ustavi je omenjala nizozemščino in angleščino kot uradna jezika Unije, vendar je bil pomen nizozemščine spremenjen z Zakonom o uradnih jezikih Unije iz leta 1925, da je vključeval tako nizozemščino kot afrikanščino.
| Provinca               | Površina v km² | Št. prebicalcev v 1000 (1951) | Št. prebivalcev na km² (1951) | Sedež uprave            |
| ---------------------- | -------------- | ----------------------------- | ----------------------------- | ----------------------- |
| Kapska kolonija        | 717.707        | 04.417                        | 06                            | Cape Town               |
| Natal                  | 091.383        | 02.409                        | 26                            | Pietermaritzburg        |
| Svobodna država Oranje | 128.583        | 01.018                        | 08                            | Bloemfontein            |
| Transvaal              | 286.059        | 04.802                        | 17                            | Pretoria                |
| Južnoafriška Unija     | 1.223.732      | 12.646                        | 10                            | Pretoria (sedež uprave) |

### Zadnji dnevi Zakona o Južni Afriki in zapuščina
Večina angleško govorečih belcev v Južni Afriki je podpirala Združeno stranko Jana Smutsa, ki je zagovarjala tesne odnose z Združenim kraljestvom in Commonwealthom, za razliko od afrikansko govoreče Nacionalne stranke, ki je gojila protibritanska čustva in je nasprotovala intervenciji Južne Afrike v drugi svetovni vojni. Nekatere nacionalistične organizacije, kot je Ossewabrandwag, so med drugo svetovno vojno odkrito podpirale nacistično Nemčijo. Poleg tega je večina angleško govorečih Južnoafričanov nasprotovala ustanovitvi republike, mnogi med njimi so na referendumu 5. oktobra 1960 glasovali "ne". Toda zaradi veliko večjega števila afrikansko govorečih volivcev je bil referendum sprejet, kar je 31. maja 1961 privedlo do ustanovitve republike. Vlada pod vodstvom Nacionalne stranke je posledično umaknila Južno Afriko iz Commonwealtha.] Po rezultatih referenduma so nekateri belci v Natalu, ki je imel angleško govorečo večino, pozvali k odcepitvi od Unije.[18] Pet let prej je približno 33.000 Natalcev podpisalo Natalski pakt v nasprotju z načrti za republiko.
Posledično je vlada Nacionalne stranke sprejela ustavo, ki je razveljavila Zakon o Južni Afriki. Značilnosti Unije so bile z zelo malo spremembami prenesene v novo ustanovljeno republiko. Odločitev o preoblikovanju iz Unije v republiko je bila tesno sprejeta na referendumu. Odločitev je skupaj z vztrajanjem južnoafriške vlade pri spoštovanju politike apartheida povzročila dejansko izključitev Južne Afrike iz Commonwealtha narodov.

### Segregacija
Zakon o Južni Afriki je obravnaval raso v dveh posebnih določbah. Najprej je utrdil liberalni (po južnoafriških standardih) sistem kvalificiranih volilnih pravic za Kapsko kolonijo, ki je deloval brez kakršnih koli rasnih vidikov (čeprav zaradi družbeno-ekonomskih omejitev ni bilo mogoče dejansko politično izražanje nebelcev). Takratni kapski premier, John X. Merriman, se je močno, a na koncu neuspešno, boril za razširitev tega sistema večrasne volilne pravice na preostalo Južno Afriko.
Drugič, »zadeve staroselcev« je spremenil v zadevo nacionalne vlade. Zato je bila praksa, da se je ustanovil minister za zadeve staroselcev.
Po besedah Stephena Howeja je »kolonializem v nekaterih primerih – najbolj očitno med belimi manjšinami v Južni Afriki – pomenil predvsem to, da so ti nasilni naseljenci želeli ohraniti več rasnih neenakosti, kot jih je kolonialni imperij le ugotovil«.

## Prejšnji poskusi združitve
V preteklosti je bilo več neuspešnih poskusov združitve kolonij, s predlaganimi političnimi modeli, ki so segali od unitarnih do ohlapno federalnih.

### Zgodnji poskus združitve pod vodstvom sira Georgea Greya (1850)
Sir George Grey, guverner Kapske kolonije od leta 1854 do 1861, se je odločil, da bi bila združitev držav južne Afrike obojestransko koristna. Navedeni razlogi so bili, da je verjel, da politične delitve med državami pod nadzorom belcev »jih oslabijo proti domorodcem«, ogrožajo etnični razkol med Britanci in Buri ter pustijo Cape ranljiv za vmešavanje drugih evropskih sil. Verjel je, da bi združena »južnoafriška federacija« pod britanskim nadzorom rešila vse tri te skrbi.
Njegova ideja je bila v južni Afriki sprejeta s previdnim optimizmom; Svobodna država Oranje se je načeloma strinjala z idejo, morda pa se je sčasoma strinjal tudi Transvaal. Vendar ga je britanski kolonialni urad preglasil in mu ukazal, naj opusti svoje načrte. Njegova zavrnitev opustitve ideje je sčasoma privedla do tega, da so ga odpoklicali.

### Vsiljevanje konfederacije (1870-ta)
V 1870-ih se je londonski kolonialni urad, podsekretar za kolonije lord Carnarvon, odločil, da bo v južni Afriki uvedel sistem konfederacije. Vendar so ga južnoafričani tokrat večinoma zavrnili, predvsem zaradi zelo slabega časa. Različne sestavne države južne Afrike so še vedno tlele po zadnjem napadu britanske širitve, napetosti med državami pa so bile visoke. Svobodna država Oranje se je tokrat odvrnila od ideje, premier John Molteno iz kapske kolonije pa je idejo označil za slabo informirano in neodgovorno. Poleg tega so mnogi lokalni voditelji zamerili načinu, kako je bila vsiljena od zunaj brez razumevanja lokalnih vprašanj. Model konfederacije je bil prav tako ocenjen kot neprimeren za različne entitete južne Afrike z njihovimi zelo različnimi velikostmi, gospodarstvi in političnimi sistemi.
Moltenojev načrt združitve (1877), ki ga je kapska vlada predstavila kot bolj izvedljivo unitarno alternativo konfederaciji, je v veliki meri predvideval končni akt Unije leta 1909. Ključna razlika je bila v tem, da naj bi se liberalna ustava in večrasna volilna pravica Kapske kolonije razširila na druge države unije. Te manjše države bi se postopoma pridružile veliko večji Kapski koloniji prek sistema pogodb, hkrati pa bi pridobile izvoljene sedeže v parlamentu. Celoten proces bi bil lokalno voden, vloga Velike Britanije pa bi bila omejena na nadzor nad morebitnimi zastoji. Čeprav je bil ta model pozneje priznan kot bolj izvedljiv, ga je London takrat zavrnil. Na drugi skrajnosti pa je drug vpliven politik tistega časa, Saul Solomon, predlagal izjemno ohlapen sistem federacije, v katerem bi sestavne države ohranile svoje zelo različne ustave in sisteme volilne pravice.
Lord Carnarvon je zavrnil (bolj informirane) lokalne načrte za združitev, saj je želel, da se proces zaključi pred koncem njegovega mandata, in ker je imel malo izkušenj z južno Afriko, je raje uveljavil bolj znani model konfederacije, ki se uporablja v Kanadi. Nadaljeval je s svojim načrtom konfederacije, ki se je razpletel, kot je bilo napovedano, in za seboj pustil vrsto uničujočih vojn po južni Afriki. Ti konflikti so sčasoma privedli do prve in druge anglo-burske vojne, ki sta imeli daljnosežne posledice za podcelino.

### Druga burska vojna (1899–1902)
Po odkritju zlata v 1880-ih so se tisoči britanskih priseljencev zgrinjali v rudnike zlata v Transvaalski republiki in Svobodni državi Oranje. Novo prispeli rudarji, čeprav so bili potrebni za rudnike, niso bili zaupani politično dominantnim Afrikanarjem, ki so jih imenovali uitlanders, jim naložili visoke davke in jim podelili zelo omejene državljanske pravice, brez volilne pravice. Britanska vlada, ki je bila zainteresirana za dobiček od tamkajšnjih rudnikov zlata in diamantov ter je bila zelo zaščitniška do svojih državljanov, je zahtevala reforme, ki so jih Afrikanarji zavrnili. Majhen zasebni britanski poskus strmoglavljenja predsednika Transvaala Paula Krugerja, Jamesonov napad leta 1895, se je izkazal za polomijo in je napovedoval obsežni konflikt, saj so vsa diplomatska prizadevanja propadla.
Druga burska vojna se je začela 11. oktobra 1899 in končala 31. maja 1902. Združeno kraljestvo je pridobilo podporo svoje kolonije na Kapskem morju, kolonije Natal in nekaterih afriških zaveznikov. Prostovoljci z vsega Britanskega imperija so dodatno dopolnili britanska vojna prizadevanja. Vse druge države so ostale nevtralne, vendar je bilo javno mnenje v njih večinoma sovražno do Velike Britanije. Znotraj Velike Britanije in njenega imperija je bilo tudi precejšnje nasprotovanje drugi burski vojni, ki so ga vodili protivojni aktivisti, kot je Emily Hobhouse.
Na začetku vojne so bili Britanci preveč samozavestni glede možnosti za uspeh v vojaškem spopadu z burskimi republikami in premalo pripravljeni na dolgoročen konflikt. Britanski premier lord Salisbury in člani njegovega kabineta, zlasti minister za kolonije Joseph Chamberlain, so prezrli ponavljajoča se opozorila, da so burske sile močnejše, kot so nakazovala prejšnja poročila. V zadnjih mesecih leta 1899 so burske sile sprožile prve napade vojne, oblegale britanska naselja Ladysmith, Kimberley in Mafeking ter dobile več spopadov proti britanskim četam pri Colensu, Magersfonteinu in Stormbergu. Vendar so Britanci že naslednje leto organizirali učinkovit odgovor na te napade, prekinili tri obleganja in dobili več bitk proti burskim silam. Britanci, ki so imeli zdaj na voljo približno 400.000 vojakov iz vsega svojega kolonialnega imperija, so uspešno napadli in zasedli burske republike. Številni burski vojaki se niso hoteli predati in so se odpravil na podeželje, da bi izvajali gverilske operacije proti Britancem, ki so se odzvali z uporabo taktike požgane zemlje. Ta taktika je vključevala interniranje afrikanerskih civilistov iz burskih republik v koncentracijska taborišča (v katerih je umrlo približno 28.000 ljudi) in uničevanje domačij v lasti Afrikanerjev, da bi pregnali gverilce in jim onemogočili podporo civilistov. Z uporabo teh taktik v kombinaciji s sistemom blokad in ovir za zaprtje burskih upornikov so Britanci postopoma izsledili in premagali gverilce. Z Vereeniginško pogodbo iz leta 1902 so Britanci uradno priključili burske republike h Kapski koloniji, s čimer so končali vojno.

### Vpliv upora Bhambathe
Upor Bhambathe je bil upor Zulujev proti kolonialni oblasti v koloniji Natal leta 1906. Britanci so v njem ubili približno 3000–4000 Zulujev, med kolonizatorji pa je populariziral misel, da je združitev kolonij potrebna za ohranitev bele nadvlade.

## Zgodovina Južnoafriške unije

### Nacionalna konvencija
Nacionalna konvencija je bila ustavna konvencija, ki je potekala med letoma 1908 in 1909 v Durbanu (od 12. oktobra do 5. novembra 1908), Cape Townu (od 23. novembra do 18. decembra 1908, od 11. januarja do 3. februarja 1909) in Bloemfonteinu (od 3. do 11. maja 1909). Ta konvencija je privedla do sprejetja Zakona o Južni Afriki v britanskem parlamentu, ki je ratificiral Unijo. Zastopane so bile štiri kolonije, ki bodo postale Južna Afrika, skupaj z delegacijo iz Rodezije. 33 delegatov se je zbralo za zaprtimi vrati, saj so se bali, da bi javna zadeva delegate pripeljala do tega, da bi zavrnili kompromise na spornih področjih. Delegati so pripravili ustavo, ki bi z nekaj spremembami britanske vlade postala Zakon o Južni Afriki. To je bila ustava Južne Afrike med letoma 1910 in 1961, ko je država postala republika v skladu z ustavo iz leta 1961.

### Južnoafriška unija in Južna Rodezija
Leta 1922 je imela kolonija Južna Rodezija možnost (ki je bila na koncu zavrnjena), da se pridruži Uniji z referendumom. Referendum je bil posledica dejstva, da do leta 1920 vladavina Britanske južnoafriške družbe v Južni Rodeziji ni bila več praktična, saj so mnogi podpirali neko obliko »odgovorne vlade«. Nekateri so bili za odgovorno vlado znotraj Južne Rodezije, drugi (zlasti v Matabelelandu) pa so bili za članstvo v Južnoafriški uniji. Politik sir Charles Coghlan je trdil, da bi takšno članstvo v Uniji Južno Rodezijo spremenilo v »Ulster Južne Afrike«.
Pred referendumom so predstavniki Južne Rodezije obiskali Cape Town, kjer je južnoafriški premier Jan Smuts sčasoma ponudil pogoje, ki so se mu zdeli razumni in ki so se vladi Združenega kraljestva zdeli sprejemljivi. Čeprav je bilo mnenje med vlado Združenega kraljestva, južnoafriško vlado in Britansko južnoafriško družbo naklonjeno možnosti združitve (in nihče se ni poskušal vmešavati v referendum), je bil rezultat referenduma 59,4 % za odgovorno vlado za ločeno kolonijo in 40,6 % za pridružitev Južnoafriški uniji.

### Južnoafriška unija in Jugozahodna Afrika
Negostoljubna obala današnje Namibije je ostala nekolonizirana do konca 19. stoletja.
Od leta 1874 so se voditelji več avtohtonih ljudstev, zlasti Maharero iz ljudstva Herero, obrnili na parlament Kapske kolonije na jugu. V pričakovanju invazije evropske sile in že trpljenja zaradi portugalskega vdora s severa in Afrikanerjev z juga so se ti voditelji obrnili na vlado Kapske kolonije, da bi razpravljali o možnosti pridružitve in politični zastopanosti, ki bi jo to pomenilo. Pristop h Kapski koloniji, samoupravni državi s sistemom večrasne volilne pravice in pravnim varstvom tradicionalnih zemljiških pravic, je bil takrat ocenjen kot nekoliko boljši od priključitve s strani Portugalske kraljevine ali Nemškega cesarstva.
V odgovor je Kapski parlament imenoval posebno komisijo pod vodstvom Williama Palgravea, ki je odpotovala na ozemlje med rekama Orange in Cunene ter se s tema voditeljema posvetovala o pristopu h Kapski koloniji. Na pogajanja s Palgraveovo komisijo so se nekateri avtohtoni narodi, kot sta Damara in Herero, odzvali pozitivno (oktobra 1876), drugi odzivi pa so bili mešani. Razprave o magistralni strukturi za politično integracijo območja v Kapsko kolonijo so se vlekle, dokler je od leta 1876 Velika Britanija ni blokirala. Velika Britanija je popustila, kolikor je dovolila Kapski koloniji, da vključi Walvis Bay kot eksklavo, ki je bila vključena pod magistralno okrožje Cape Town, ko pa so Nemci leta 1884 vzpostavili protektorat nad območjem, je bila Jugozahodna Afrika pretežno avtonomna.
Nato je jugozahodna Afrika postala nemška kolonija, razen zaliva Walvis Bay in priobalnih otokov, ki so ostali del Kapske kolonije, zunaj nemškega nadzora.

### Westminstrski statut
Westminstrski statut, ki ga je britanski parlament sprejel decembra 1931 in s katerim je bil razveljavljen Zakon o veljavnosti kolonialnih zakonov ter uvedena Balfourjeva deklaracija iz leta 1926, je imel globok vpliv na ustavno strukturo in status Unije. Najbolj opazen učinek je bil, da je bil južnoafriški parlament oproščen številnih omejitev glede obravnave tako imenovanega »domačega vprašanja«. Vendar pa razveljavitev ni bila zadostna, da bi južnoafriški parlament lahko prezrl utrjene določbe svoje ustave (Zakon o Južni Afriki), kar je privedlo do ustavne krize zaradi glasovanja temnopoltih v 1950-ih, v kateri je bila pravica temnopoltih do glasovanja v glavnem južnoafriškem parlamentu odpravljena in nadomeščena z ločeno, segregirano in večinoma nemočno skupščino.

## Vojska in zastave
Vojska Južnoafriške unije se je do leta 1957 imenovala Obrambne sile Unije (UDF), nato pa so postale Južnoafriške obrambne sile (SADF).
- De facto zastava
(1910–1912)
- Rdeča zastava
(1912–1951, de facto zastava do 1928)
- Modra zastava (1910–1928)
- Zastava
(1928–1994)